# Salve Regina (Scarlatti, III)

Le troisième Salve Regina du compositeur italien Alessandro Scarlatti est une antiphonie mariale, écrite sur l'antienne catholique. L'œuvre, en ut mineur, est conçue pour soprano, cordes et basse continue. Sa durée est d'environ 10 minutes.

## Structure
- Salve Regina, 
 en ut mineur
- Ad te clamamus, 
 en ut mineur
- Exules, Largo, 
 en si  majeur
- Ad te suspiramus, Adagio, 
 en ut mineur
- Eia ergo, 
 en sol mineur
- Et Jesum, 
 en mi  majeur
- O clemens, 
 en ut mineur

## Analyse
Le Salve est chanté par la voix soliste et instrumenté pour deux violons, alto et la basse continue (organo) et subdivisé en six séquences.
Scarlatti pose l'atmosphère en quelques notes, « habile a créer des effets dramatiques dans un espace très restreint » et sobre, ici en rythme de procession. Sur « ad te clamamus », le tempo s'accélère avant de ralentir sur « exules filii evae ». La succession des mouvements se fait de façon subtile et palpitante, épousant les codes du baroque romain, allant de l'expression de la douceur à la tendresse plaintive, de la confidence intime à la louange ou la jubilation.

## Manuscrits
Le manuscrit original étant perdu, reste celui du copiste de Scarlatti et d'autres du XIXe siècle.
- Munich, Bayerische Staatsbibliothek, D-Mbs (Coll. mus. Max. 92), parties (avant 1716)[3] (RISM 450054840)
- B-Bc, 26.055, parties (1859)
- DK-Kk, H. &Fr. Rungs C I, 805/907 et 929 (parties)

## Discographie
- Salve Regina [III], Stabat Mater [I] et Quæ est ista - Sandrine Piau, Gérard Lesne ; Il Seminario musicale (1999, Virgin 5 45366 2)[4] (OCLC 610653748)
- Salve Regina [III] - Mary-Ellen Nesi, mezzo-soprano ; Il Complesso Barocco, dir. Alan Curtis (18-20 décembre 2008, DHM 88697 53944 2) (OCLC 767370739) — avec Pergolèse et Leo